# Julie von May (von Rued)

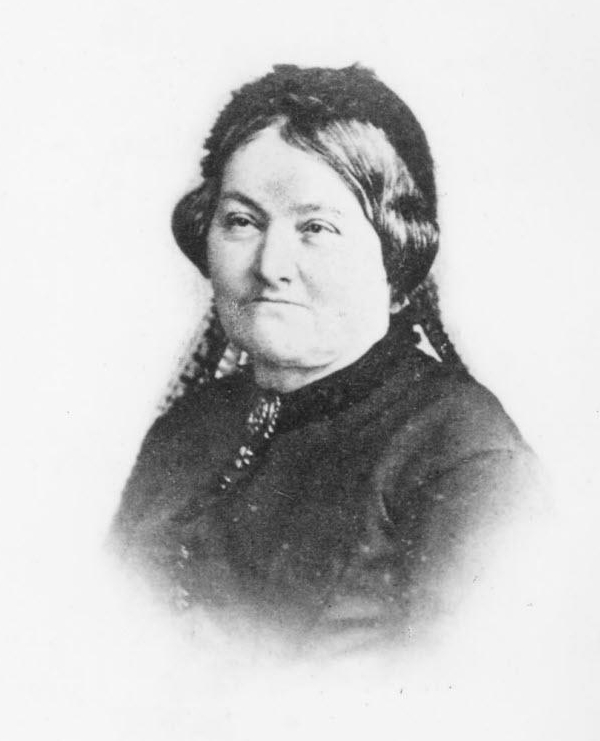
Julie von May (um 1870)

Julie von May von Rued (* 1808 in Bern; † 1875; gebürtig Julie von May von Belletruche) war eine Schweizer Frauenrechtlerin und Vorsitzende der Solidarité. Ihr Hauptanliegen war die Rechtsgleichheit der Schweizerinnen.

## Leben und Werk
Julie von May stammte aus der Berner Patrizierfamilie May. 1827 heiratete sie ihren Cousin Friedrich Amadeus Sigmund von May (von Rued) und lebte mit ihm auf Schloss Rued im Kanton Aargau. Ihre einzige Tochter Esther kam 1840 zur Welt. In der von der Tochter geschriebenen Biographie ihres Mannes wird Friedrich von May als ein Mann beschrieben, der auf seine Frau keinerlei Rücksicht nahm. Sie diente ihm als Sekretärin seiner eigenen theologischen und juristischen Essays.
Julie von May war über 60, als sie 1869 zur Association internationale des femmes (AIF) stiess, in der sie bald zur wichtigsten Frau neben Marie Goegg-Pouchoulin werden sollte. An der Generalversammlung der AIF vom März 1870 machte sie sich in ihrem Vortrag insbesondere für die zivilrechtliche Gleichstellung der Frauen stark: (…) nous considérons l’admission de la femme au niveau de l’homme devant la loi comme l’une des plus essentielles et des plus urgentes («wir betrachten die Rechtsgleichheit der Frauen mit den Männern als eines der wichtigsten und dringendsten Rechte»).
1872 veröffentlichte die Bernerin eine Broschüre mit dem Titel Die Frauenfrage in der Schweiz zur Bundesrevision am 12. Mai 1872. Derselbe Text war bereits 1870 im Vereinsorgan der AIF erschienen. In ihrer Argumentation berief sie sich auf den Gleichheitsartikel der Bundesverfassung: Alle Schweizer sind vor dem Gesetze gleich. Es gibt in der Schweiz keine Unterthanen-Verhältnisse, keine Vorrechte des Orts, der Geburt, der Familien oder Personen (BV 1848, Art. 4). Sie appellierte an den Stolz der Schweiz als Wiege der Demokratie: Die Wiege (…) aller europäischen Freiheit und Gleichheit, die Schweiz, hält (…) ihre Töchter enteigneter und geknechteter als keine der sie umringenden Monarchien; das mündigste Volk Europas betrachtet und behandelt seinen weiblichen Bestandtheil (…) als das unmündigste Kind. Insbesondere kritisierte sie auch die Tatsache, dass Frauen in ihren Pflichten (Steuerrecht, Strafrecht) den Männern gleichgestellt seien, in ihren Rechten jedoch nicht. Julie von May von Rued sah in dieser Diskriminierung den Grund vieler sozialer Probleme ihrer Zeit. Durch das Elend ihrer sozialen Stellung seien den Frauen die Hände gebunden, für sich selber zu sorgen. Anschliessend folgt ein Forderungskatalog, der – mit Ausnahme der politischen Gleichstellung – alle Punkte enthält, für die die Schweizer Frauenbewegung bis 1981 zu kämpfen hatte: gleiche Ausbildung, gleiche Besteuerung, gleicher Lohn für gleiche Arbeit, Gleichstellung im Erbrecht, Eigentumsrecht, Verwaltungs- und Verfügungsrecht, Gleichberechtigung im Ehe- und Scheidungsrecht. In Bezug auf die politischen Rechte beruhigte sie die Männer, dass wir keine politischen Rechte verlangen, (…) solange wir unsere Abhülfe von der Gerechtigkeit der Männer gewärtigen können.
Julie von May war sich bewusst, dass die gesetzgebenden Männer erst dann reagieren würden, wenn massiver Druck von Seiten der Frauen entstünde, was jedoch nicht möglich war, solange Frauen aufgrund ihrer schlechten Bildungssituation nicht selbst für ihre Rechte eintraten. Sie schlug also die Bildung von Frauenvereinen in verschiedenen Städten vor, in denen die Frauen über ihre rechtliche Situation aufgeklärt würden. Darüber hinaus verlangte sie Rechts- und Staatskundeunterricht an den Mädchenschulen. Die Frauenvereine sollten unter einem gesamtschweizerischen Dachverband zusammengefasst werden, der seinerseits bei der Bundesgesetzgebung mit einigem Gewicht intervenieren könnte.
Ihre pragmatischen Forderungen entsprachen – im Gegensatz zu Goegg-Pouchoulins Maximalforderungen – den realen Möglichkeiten ihrer Zeit. Die Forderung nach mehr Autonomie für die Frauen widersprach auch nicht dem dualistischen Geschlechterbild, das damals vorherrschend war.
Julie von May erlitt im Herbst 1874 einen Schlaganfall, von dem sie sich nicht mehr erholte. Sie starb im Frühjahr 1875 an seinen Folgen.

## Werke
- Die Frauenfrage in der Schweiz. Zur Bundesrevision am 12. Mai 1872. E. Schüler, Biel 1872 (Digitalisat).

## Archive
- Compte-rendu de la première assemblée générale annuelle de l’Association Internationale des Femmes. Bundesarchiv E22/330. Band 1. 17. März 1870, Genf 1870.